# 南チロル人民党
南チロル人民党（みなみチロルじんみんとう、ドイツ語: Südtiroler Volkspartei〈略称: SVP〉、イタリア語: Partito Popolare Sudtirolese〈PPS〉）は、イタリアの政党である。
北イタリア北東部のトレンティーノ＝アルト・アディジェ州（なかでも「南チロル」として知られるボルツァーノ自治県）を地盤とする地域政党。

## 概要

### 党の歴史

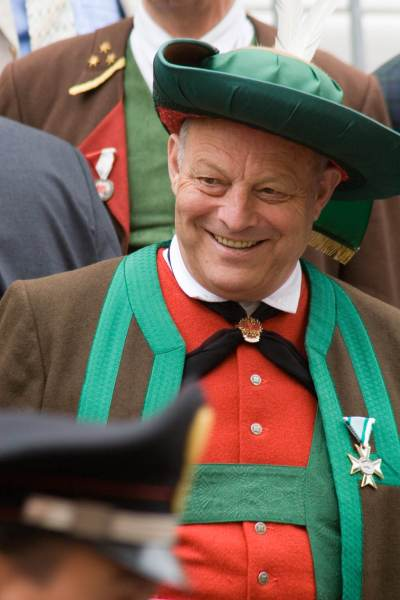
1989年から2014年までボルツァーノ自治県知事を務めたルイス・ドゥルンヴァルダー

1945年の第二次世界大戦終結に際し、南チロルのドイツ語話者およびラディン語話者を代表する政党として、ナチズムやファシズムに抵抗した人々（レジスタンス運動、パルチザン (軍事)も参照）を中核に結成。党是はかつてはイタリアからの分離を求める住民投票の実施だったが、1970年代以降はドイツ語およびラディン語とイタリア語の二言語併用を南チロルにおいて推進するなどの自治権の拡大である。党内には南チロルのカトリックの伝統を基盤とするキリスト教民主主義の潮流だけでなく社会民主主義の潮流も含むなど、地域政党ながらも包括的な政党の様相を呈しており、ボルツァーノ自治県内においては圧倒的な党勢（1945年の党創設以来、県議会の過半数を失ったことはない）をもって、南チロル住民の一丸となった意思を代表していた。また、その厚い支持をもとにローマのイタリア議会にも進出している。1957年から1991年まではジルヴィウス・マニャーゴ (de) が党首で（マニャーゴは1960年から1989年までの29年間、ボルツァーノ自治県知事を務めた）、以後はボルツァーノ知事を引き継いだルイス・ドゥルンヴァルダーが非公式だが党の最高実力者である。またドゥルンヴァルダーは2004年から2011年まで、断続的にトレンティーノ＝アルト・アディジェ州知事も兼任した。

### 他党との連携
連携する政党はタンジェントポリ以前はキリスト教民主主義 (DC) およびイタリア社会党 (PSI) が中心だったが、1990年代に入ってからはイタリア共産党の流れを引く社会民主主義の左翼民主主義者、およびこの党が拡大した民主党などの中道左派から支援を受けて地元の政権を維持してきた（ほかに中道のキリスト教中道民主連合とも提携した）。一方、2006年イタリア総選挙においては中道左派政党連合の「ルニオーネ」に加わったものの、2008年の総選挙では左右両派とも選挙協力せず、独自に臨んで議席を獲得した。その後はイタリア議会において中道右派の自由の人民や北部同盟と足並みをそろえる傾向もみられた。しかし2010年にイタリアのための未来と自由が自由の人民から分裂して結成された後には、これに同調しシルヴィオ・ベルルスコーニ首相を批判する動きも見せた。

### 派閥
党内には中小企業を代表する「経済」 (Wirtschaft)、労働組合を代表する「被雇用者」 (Arbeitnehmer) などのグループがある。「経済」グループにはさらに農民を代表する「農業」 (Landwirtschaft) が含まれる。一般には「経済」グループは党内の中道右派的な傾向を、「被雇用者」グループは党内の中道左派・社会民主主義的な傾向を、それぞれ代表すると考えられている。